# 스쿠모정
스쿠모정(일본어: 宿毛町)은 일본 고치현 하타군에 있던 정이다.

## 역사
- 1889년 4월 1일 - 정촌제 시행에 의해 8촌의 구역으로 스쿠모촌이 성립하였다.
- 1898년 12월 20일 - 정으로 승격해 스쿠모정이 되었다.
- 1942년 6월 15일 - 와다촌을 편입하였다.
- 1954년 3월 31일 - 고즈쿠시정·야마나촌·히라타촌·하시가미촌·오키노시마촌과 합병해 스쿠모시가 성립, 동일 스쿠모정은 폐지되었다.

## 교통

### 철도
현재는 구촌지역에 도사쿠로시오 철도 스쿠모선 스쿠모역, 히가시스쿠모역이 소재하지만, 당시엔 미개통

### 도로
- 국도 제197호선 (현 국도 제56호선)

## 참고 문헌
- 角川日本地名大辞典編纂委員会,『角川日本地名大辞典 39 高知県』1983, 角川書店